# ویکی‌پدیای لهستانی
ویکی‌پدیا لهستانی نسخهٔ لهستانی ویکی‌پدیا است. نهمین نسخهٔ ویکی‌پدیا در سپتامبر ۲۰۰۱ شروع به کار کرد.
ویکی‌پدیای لهستانی در اصل پروژهٔ مستقلی بود که در دامنهٔ wiki.rozeta.com.pl کار می‌کرد و در سال ۲۰۰۱، به پیشنهاد پروژهٔ ویکی‌پدیا، در ویکی‌پدیا ادغام شد.

## پیشرفت
- در سال ۲۰۱۸ با داشتن بیش از یک میلیون مقاله یکی از ده ویکی‌پدیای نخست است.
- تا تاریخ ۷ اکتبر ۲۰۱۲ این دانش‌نامه با بیش از ۹۲۵٬۰۰۰ مقاله در رتبهٔ پنجم ویکی‌پدیاها قرار داشت.[۱]
- تا ۸ ژانویهٔ ۲۰۱۲، این دانش‌نامه با بیش از ۸۶۳ هزار مقاله در ردهٔ ششم زبان‌های ویکی‌پدیاها است.

ویکی‌پدیای لهستانی، هم‌اکنون ۲۶ مارس ۲۰۲۵ میلادی، تعداد ۱٬۳۶۴٬۵۱۰ کاربرِ ثبت‌نام‌کرده، ۹۴ مدیر، و ۱٬۶۵۲٬۴۲۷ مقاله دارد.